# Českomoravská
Českomoravská – stacja linii B metra praskiego (odcinek II.B), położona w dzielnicy Libeň, pod ulicą Drahobejlovą, niedaleko hali widowiskowo-sportowej Sazka Arena. Nazwa stacji nawiązuje do znajdującej się nieopodal ulicy Czeskomorawskiej.
W latach 1990–1998, do momentu oddania do użytku odcinka IV.B, pełniła funkcję końcowej.